# Croissant Club de Sig
Maillots
Le Croissant Club de Sig (en arabe : نادي هلال سيق), plus couramment abrégé en CC Sig ou encore en CCS, est un club algérien de football fondé en 1926 et basé dans la ville de Sig, dans la wilaya de Mascara.

## Histoire
Créé en 1926, le Croissant Club Sigois est l'un des plus anciens clubs d'Algérie encore en activité. Cette formation n'a jamais obtenu un quelconque titre mais a toutefois atteint les quarts de finale de la Coupe d'Algérie 1974-1975.
Après avoir évolué pendant les années 70 et 80 et jusqu'au début des années 90 en division 2, ratant à plusieurs reprises l'accession en D1 de peu, le club joue en Régional 2 LRF Saida (Division 5).

## Bilan sportif

### Palmarès
| Compétitions nationales                                         |
| --------------------------------------------------------------- |
| - Championnat d'Algérie D3 (1) : - Champion Gr Ouest : 1988-89. |

### Bilan par compétition
| Compétition     | Saisons | Titres | J   | G   | N   | P   | Bp  | Bc  | Diff. |
| --------------- | ------- | ------ | --- | --- | --- | --- | --- | --- | ----- |
| Ligue 2         | 32      | 00     | ... | ... | ... | ... | ... | ... | ...   |
| Division 3      | 14      | 02     | ... | ... | ... | ... | ... | ... | ...   |
| Division 4      | 12      | 01     | ... | ... | ... | ... | ... | ... | ...   |
| Division 5      | 04      | ...    | ... | ... | ... | ... | ... | ... | ...   |
| Coupe d'Algérie | 56      | -      |     |     |     |     |     |     |       |
| Total           | 62      | ...    | ... | ... | ... | ... | ... | ... | ...   |

## Parcours

### Classement en championnat par année
- 1962-63 : C-H Gr. Ouest VII, 3e
- 1963-64 : DH, Gr. Ouest, 8e
- 1964-65 : D2, Gr. Ouest, 9e
- 1965-66 : D2, Gr. Ouest, 11e
- 1966-67 : D3, Gr. Ouest, 5e
- 1967-68 : D3, Gr. Ouest, 4e
- 1968-69 : D3, Gr. Ouest, 11e
- 1969-70 : D3, Gr. Ouest, 9e
- 1970-71 : D3, Gr. Ouest, 5e
- 1971-72 : D2, Gr. Ouest, ?e
- 1972-73 : D2, Gr. Ouest, ?e
- 1973-74 : D2, Gr. Ouest, ?e
- 1974-75 : D2, Gr. Ouest, ?e
- 1975-76 : D2, Gr. Ouest, ?e
- 1976-77 : D2, Gr. Ouest, ?e
- 1977-78 : D2, Gr. Ouest, ?e
- 1978-79 : D2, Gr. Ouest, ?e
- 1979-80 : D2, Gr. Centre-Ouest, ?e
- 1980-81 : D2, Gr. Centre-Ouest, 4e
- 1981-82 : D2, Gr. Centre-Ouest, 10e
- 1982-83 : D2, Gr. Centre-Ouest, 12e
- 1983-84 : D2, Gr. Centre-Ouest, 11e
- 1984-85 : D2, Gr. Ouest, 5e
- 1985-86 : D2, Gr. Ouest, 3e
- 1986-87 : D2, Gr. Ouest, 2e
- 1987-88 : D2, Gr. Ouest, 9e
- 1988-89 : D3, Gr. Ouest, 1er barragiste
- 1989-90 : D2, 10e
- 1990-91 : D2, 9e
- 1991-92 : D2, Gr. Ouest, 3e
- 1992-93 : D2, Gr. Ouest, 5e
- 1993-94 : D2, Gr. Ouest, 3e
- 1994-95 : D2, Gr. Ouest, 3e
- 1995-96 : D2, Gr. Ouest, 11e
- 1996-97 : D2, Gr. Ouest, 14e
- 1997-98 : D2, Gr. Ouest, 14e
- 1998-99 : D2, Gr. Ouest, 2e
- 1999-00 : D3, Gr. Ouest, 5e
- 2000-01 : D2, Gr. Centre-Ouest, 15e
- 2001-02 : D3, Gr. Ouest, 10e
- 2002-03 : D3, Gr. Ouest, 4e
- 2003-04 : D3, Régional 1 Saida, ?e
- 2004-05 : D4, R1 Saida, 5e
- 2005-06 : D4, R1 Saida, ?e
- 2006-07 : D4, R1 Saida, ?e
- 2007-08 : D4, R1 Saida, ?e
- 2008-09 : D4, R1 Saida, ?e
- 2009-10 : D4, R1 Saida, 2e
- 2010-11 : D4, inter-régions, Gr. Ouest, 3e
- 2011-12 : DNA, Gr. Ouest, 9e
- 2012-13 : DNA, Gr. Ouest, 13e
- 2013-14 : DNA, Gr. Ouest, 8e
- 2014-15 : DNA, Gr. Ouest, 15e
- 2015-16 : D4, inter-régions Ouest ?e
- 2016-17 : D4, inter-régions Ouest ?e
- 2017-18 : D4, inter-régions Ouest 15e
- 2018-19 : D5, R1 Saïda, ?e
- 2019-20 : D5, R1 Saïda, ?e
- 2020-21: saison blanche
- 2021-22 : D4, R1 Saïda, Gr. A, ?e
- 2022-23 : D4, R1 Saïda, 16e
- 2023-24 : D5, R2 Saïda, Gr. B, ?e
- 2024-25 : D5, R2 Saïda, Gr. A, ?e

### Parcours du CC Sig  en coupe d'Algérie
| Saison  | Tour              | Matchs                    | Résultats       |
| ------- | ----------------- | ------------------------- | --------------- |
| 1962-63 | ?                 | ?                         | ?               |
| 1963-64 | 1/32 finale       | EM Oran                   | 2-1             |
| 1964-65 | 1/64 finale       | FR Mascara                | 2-0             |
| 1965-66 | 1/32 finale       | USM Bel Abbès             | 2-0             |
| 1966-67 | 1/64 finale       | SSEP Maghnia              | 2-1             |
| 1967-68 | 1/64 finale       | ?                         | ?               |
| 1968-69 | 1/8 finale        | RC Kouba                  | 3-0             |
| 1969-70 | 1/32 finale       | IRB Mers-El-Kebir         | 0-0 corners 7-4 |
| 1970-71 | 1/16 finale       | MC Saida                  | 2-1             |
| 1971-72 | 1/8 finale        | SCM Oran                  | 1-0             |
| 1972-73 | 1/8 finale        | DNC ANP (Alger)           | 3-1             |
| 1973-74 | 1/8 finale        | USM El Harrach            | 3-2             |
| 1974-75 | 1/4 finale        | MO Constantine            | 5-2             |
| 1975-76 | 1/16 finale       | MO Constantine            | 2-1             |
| 1976-77 | ?                 | ?                         | ?               |
| 1977-78 | ?                 | ?                         | ?               |
| 1978-79 | ?                 | ?                         | ?               |
| 1979-80 | ?                 | ?                         | ?               |
| 1980-81 | ?                 | ?                         | ?               |
| 1981-82 | 1/16 finale       | ES Collo                  | 3-0             |
| 1982-83 | ?                 | ?                         | ?               |
| 1983-84 | ?                 | ?                         | ?               |
| 1984-85 | 1/32 finale       | USM Bel Abbès             | 3-2             |
| 1985-86 | 1/8 finale        | JSM Tiaret                | 3-1             |
| 1986-87 | 1/32 finale       | MC Saida                  | 2-1             |
| 1987-88 | 1/32 finale       | CRB Sidi M'hamed Benaouda | 0-0 t.b 5-3     |
| 1988-89 | 1/64 finale       | SNS Oran                  | 1-1 t.a.b       |
| 1989-90 | N.J               | N.J                       | N.J             |
| 1990-91 | 1/32 finale       | CRB Sfisef                | 2-1             |
| 1991-92 | ?e T.R            | ?                         | ?               |
| 1992-93 | N.J               | N.J                       | N.J             |
| 1993-94 | 4e T.R            | ES Mostaganem             | 1-0             |
| 1994-95 | 1/8 finale        | JJ Azzaba                 | 0-0 t.a.b 4-3   |
| 1995-96 | 1/64 finale       | ASPC Tlemcen              | 2-1             |
| 1996-97 | 1/32 finale       | CRB Mechria               | forfait         |
| 1997-98 | 1/32 finale       | CRB Mechria               | 2-0 a.p         |
| 1998-99 | ?e T.R            | ?                         | ?               |
| 1999-00 | ?e T.R            | ?                         | ?               |
| 2000-01 | ?e T.R            | ?                         | ?               |
| 2001-02 | 1/64 finale       | JSM Tiaret                | ?               |
| 2002-03 | 1/32 finale       | JS Djijel                 | 2-0             |
| 2003-04 | Avant dernier T.R | MC Saida                  | ?               |
| 2004-05 | Avant dernier T.R | MC Saida                  | 2-1 a.p         |
| 2005-06 | 1/16 finale       | MC Alger                  | 2-1             |
| 2006-07 | Avant dernier T.R | ESB Dahmouni              | ?               |
| 2007-08 | 1/64 finale       | IR Mecheria               | 2-2 t.a.b 4-3   |
| 2008-09 | 1/64 finale       | SA Mohamadia              | ?               |
| 2009-10 | ?e T.R            | ?                         | ?               |
| 2010-11 | 1/32 finale       | USM El Harrach            | 4-1             |
| 2011-12 | ?e T.R            | ?                         | ?               |
| 2012-13 | 1/16 finale       | USM Alger                 | 5-0             |
| 2013-14 | Avant dernier T.R | IRB Faidja                | 3-2             |
| 2014-15 | Avant dernier T.R | JS Sig                    | 2-0             |
| 2015-16 | Avant dernier T.R | JSM Tiaret                | ?               |
| 2016-17 | 3e T.R            | IRB Sougueur              | 4-0             |
| 2017-18 | 1/64 finale       | ARB Ghriss                | 2-1             |
| 2018-19 | ?e T.R            | ?                         | ?               |
| 2019-20 | ?e T.R            | ?                         | ?               |
| 2020-21 | N.J               | N.J                       | N.J             |
| 2021-22 | N.J               | N.J                       | N.J             |
| 2022-23 | /                 | Non engagé                | /               |
| 2023-24 | /                 | Non engagé                | /               |
| 2024-25 | /                 | Non engagé                | /               |

#### Statistiques Tour atteint
Le CCS a participé à 55 éditions, éliminé au tour régional 23 fois et atteint le tour final 19 fois. 
| Édition | 1er tour | 2e tour | 3e tour | 4e tour | 64e de finale | 32e de finale | 16e de finale | 8e de finale | Quart de finale | Demi-finale | Finale | Champion |
| ------- | -------- | ------- | ------- | ------- | ------------- | ------------- | ------------- | ------------ | --------------- | ----------- | ------ | -------- |
| 55-18   | -        | -       | 01      | 02      | 07            | 11            | 04            | 03           | 01              | 00          | 00     | 00       |

## Personnalités du club

### Anciens entraîneurs du club
- Ali Fergani
- Mehdi Cerbah
- Habib Benmimoun 1998-1999
- Nacerdine Drid 1999
- Abdellah Mecheri 2017

### Anciens joueurs du club
- Mohamed Habib Benkada
- Miloud Hadefi
- Miloud Benhalima

## Identité du club

### Historique des noms officiels du club
| Croissant Club Sig (CCS) |
| ------------------------ |

| Croissant Club Sig (CCS) |
| ------------------------ |

| Hilal Nadi Sig (HNS) |
| -------------------- |

| Croissant Club Baladiat Sig (CCBS) |
| ---------------------------------- |

| Croissant Club Sig (CCS) |
| ------------------------ |